# Kommandoekonomi
Kommandoekonomi är en nedsättande term som beskriver ett ekonomiskt system som i hög grad styrs av centrala myndigheter dvs. i princip av staten. Har förekommit sedan 1970-talet.